# Gran Tarajal
Gran Tarajal ist ein Ort auf der zu Spanien gehörenden Kanarischen Insel Fuerteventura. Er liegt im Süden der Insel und untersteht der Gemeinde Tuineje. Gran Tarajal ist mit 7323 Einwohnern (1. Januar 2011) nach Puerto del Rosario und Corralejo der drittgrößte Ort der Insel.
In Gran Tarajal gibt es keinen Massentourismus wie etwa in Morro Jable oder Corralejo, der Ort besitzt aber dennoch einen Strand mit dunklem Sand sowie eine Strandpromenade mit einigen Geschäften. Die Einwohner arbeiten meist in den benachbarten Touristenzentren oder sind in Landwirtschaft (beispielsweise Tomatenanbau) und Fischerei tätig. Im Ort gibt es auch eine Arena für den kanarischen Ringkampf.
Früher war der Hafen Gran Tarajals von Bedeutung. Von hier aus wurden neben den Orten der Halbinsel Jandía auch die Orte im Hinterland im Tal des Gran Tarajal versorgt. Die Umgebung ist durch 200 bis 600 Meter hohe Berge aus rotem Lavagestein geprägt.
An Gran Tarajal vorbei führt die Schnellstraße FV-2 von Puerto del Rosario nach Morro Jable. Die Stadt selbst wird durch die FV-4 erschlossen. Ins Hinterland führt die FV-20 über Tuineje nach Antigua.